# Famille Bonvicini
Pour les articles homonymes, voir Bonvicini.
 (avril 2025).
Motif : Pas d'interwikis
- Archive Wikiwix
- Bing
- Cairn
- DuckDuckGo
- E. Universalis
- Gallica
- Google
- G. Books
- G. News
- G. Scholar
- Persée
- Qwant
- (zh) Baidu
- (ru) Yandex
- (wd) trouver des œuvres sur Wikidata

| 1. | Préciser le motif de la pose du bandeau. | Précisez le motif de la pose du bandeau en utilisant la syntaxe suivante : {{admissibilité à vérifier\|date=avril 2025\|motif=remplacez ce texte par le motif}}                        |
| 2. | Informer les utilisateurs concernés.     | Pensez à avertir le créateur de l'article, par exemple, en insérant le code ci-dessous sur sa page de discussion : {{subst:avertissement admissibilité à vérifier\|Famille Bonvicini}} |

La famille Bonvicini est une famille patricienne de Venise, originaire de Brescia.

## Historique
En 1663, elle est agrégée à la noblesse vénitienne.

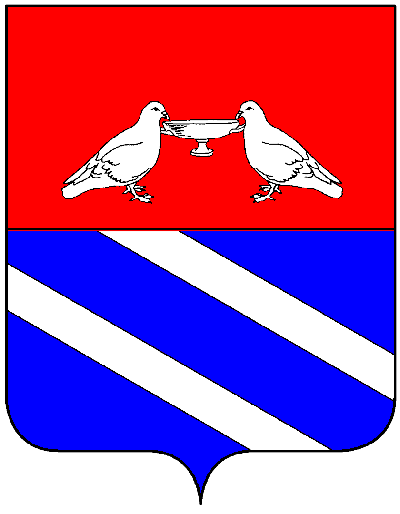
Armes des Bonvicini

## Armes
Armes : D'un écu coupé de gueules et d'azur, la première partition de deux colombes d'argent, qui boivent dans un coupe de même métal et la seconde de deux bandes d'argent.